# Red (canção de The Gazette)
"Red" é o décimo sétimo single da banda de rock visual kei japonesa The Gazette, lançado em 22 de setembro de 2010 em duas edições pela Sony Japan. Foi usada como música de encerramento da série de televisão da NTV Happy Music (ハッピーMUSIC, Happī Music).
O single foi anunciado em no meio de agosto de 2010 e o videoclipe foi lançado duas semanas antes do single, em 9 de setembro. "Red" foi lançado em duas edições: a Optical Impression, que inclui as músicas "Red", "Vermin" e o videoclipe de "Red" e seu making-of e a Auditory Impression que inclui uma faixa bônus, "An Unbearable Fact". O lançamento do single levou a banda a sua primeira apresentação no Tokyo Dome.

## Estilo musical e temas
O título Red (vermelho) representa "A linha Vermelha do Destino", uma lenda popular asiática. A crença conta que um cordão vermelho invisível preso em volta do dedo une aqueles que estão destinados a se encontrar em determinada situação, pois são almas gêmeas. A letra da música retrata, na visão de uma mulher, a dor de um amor que não pode ser correspondido.
O site de música CD Journal chamou o single de uma canção de amor que contém mais peso que o anterior, "Shiver". No caso de "Red", o site afirmou que o som é "intenso e pesado". Além disso, descreveu a letra como "dolorosa".

## Desempenho comercial
O single alcançou a sexta posição na Oricon Albums Chart e permaneceu na parada por nove semanas. Na parada Japanese Rock & Pops Single da Tower Records, estreou em primeiro lugar e ficou na 17ª posição no mês de outubro e novembro.
No ranking do site de letras Joysound, "Red" teve a letra mais lida nos dias 6 e 7 de setembro, sendo a primeiro da banda a alcançar essa posição.

## Faixas
Auditory Impression
| N.º            | Título               | Duração |  |
| 1.             | "Red"                | 3:25    |  |
| 2.             | "Vermin"             | 3:50    |  |
| 3.             | "An Unbearable Fact" | 3:33    |  |
| Duração total: | Duração total:       | 10:44   |  |

Optical Impression
| Disco um (CD) |          |         |  |
| N.º           | Título   | Duração |  |
| 1.            | "Red"    | 3:25    |  |
| 2.            | "Vermin" | 3:50    |  |

| Disco dois (DVD) |                            |         |  |
| N.º              | Título                     | Duração |  |
| 1.               | "「Red」MUSIC CLIP+MAKING" |         |  |

## Créditos
- Ruki – vocais
- Uruha – guitarra solo
- Aoi – guitarra rítmica
- Reita – baixo
- Kai – bateria